# Стшелечки
Стшелѐчки (на полски: Strzeleczki; на немски: Klein Strehlitz) е село в Южна Полша, Ополско войводство, Крапковишки окръг, администрациен център на община Стшелечки. Според Полската статистическа служба към 31 декември 2009 г. селото има 1603 жители.

## География

### Местоположение
Селото се намира в географския макрорегион Силезка равнина, който е част от Централноевропейската равнина. Разположено е край републикански път , на 9,5 км източно от окръжкия център град Крапковице.

## Инфраструктура
Селото е електрифицирано, има телефон и канализация. В Стшелечки се намира спортен клуб, футболен отбор, библиотека, два културни центъра. В 2002 г. от общо 449 обитавани жилища – снабдени с топла вода (397 жилища), с газ (133 жилища), самостоятелен санитарен възел (397 жилища); 1 жилище има площ под 30 m², 6 жилища 30–39 m², 13 жилища 40–49 m², 23 жилища 50–59 m², 47 жилища 60–79 m², 73 жилища 80–99 m², 95 жилища 100–119 m², 120 жилища над 119 m².

## Забележителности
В регистъра на недвижимите паметници на Националния институт за наследството са вписани:
- Църква „Св. Мартин“ от XVIII в.
- Жилище на свещеник
- Масови гробове на войници от Втората световна война, в енорийското гробище

## Образование
В Стшелечки се намира детска градина, в която учат 212 ученици, основно училище, в което учат 75 ученици, и гимназия, в което учат 196 ученици (към 2012 г.).

## Спорт
- Футболен отбор ЛЗС Стшелечки